# Karangharjo (Silo)
Karangharjo is een bestuurslaag in het regentschap Jember van de provincie Oost-Java, Indonesië. Karangharjo telt 11.217 inwoners (volkstelling 2010).